# Șceaslîve, Strîi
Șceaslîve (în ucraineană Щасливе) este un sat în așezarea urbană Dașava din raionul Strîi, regiunea Liov, Ucraina.

## Demografie
Componența lingvistică a localității Șceaslîve
     Ucraineană (100%)
Conform recensământului din 2001, toată populația localității Șceaslîve era vorbitoare de ucraineană (100%).